# Scatella guttipennis
Scatella guttipennis är en tvåvingeart som först beskrevs av Jacques-Marie-Frangile Bigot 1888.  Scatella guttipennis ingår i släktet Scatella och familjen vattenflugor. Inga underarter finns listade i Catalogue of Life.